# Platichthys flesus
Espèce
Statut de conservation UICN

 LC  : Préoccupation mineure
Le Flet commun ou flet d'Europe (Platichthys flesus) est une espèce de poissons de la famille des Pleuronectidae (certains poissons plats tels que limandes, plies, flets et flétans).
D'autres espèces de poissons sont également appelées couramment flets.
Comme tous les poissons de la famille des Pleuronectidae, Platichthys flesus possède un corps aplati asymétrique et ses yeux sont sur un même côté de ce corps.

## Description
- Taille maximale : 50[2] à 60[3] cm
- Taille moyenne : entre 15 et 35 cm[2],[3]
- Taille minimale de capture autorisée[2] : 
  - dans l'Atlantique européen (du Portugal à l'Écosse), la Manche et la mer du Nord : 25 cm
  - à l'entrée de la Baltique (Skagerrak et Kattegat) : 20 cm
- Poids maximal reporté : 2,9 kg[3]

### Confusions possibles

#### Noms vernaculaires

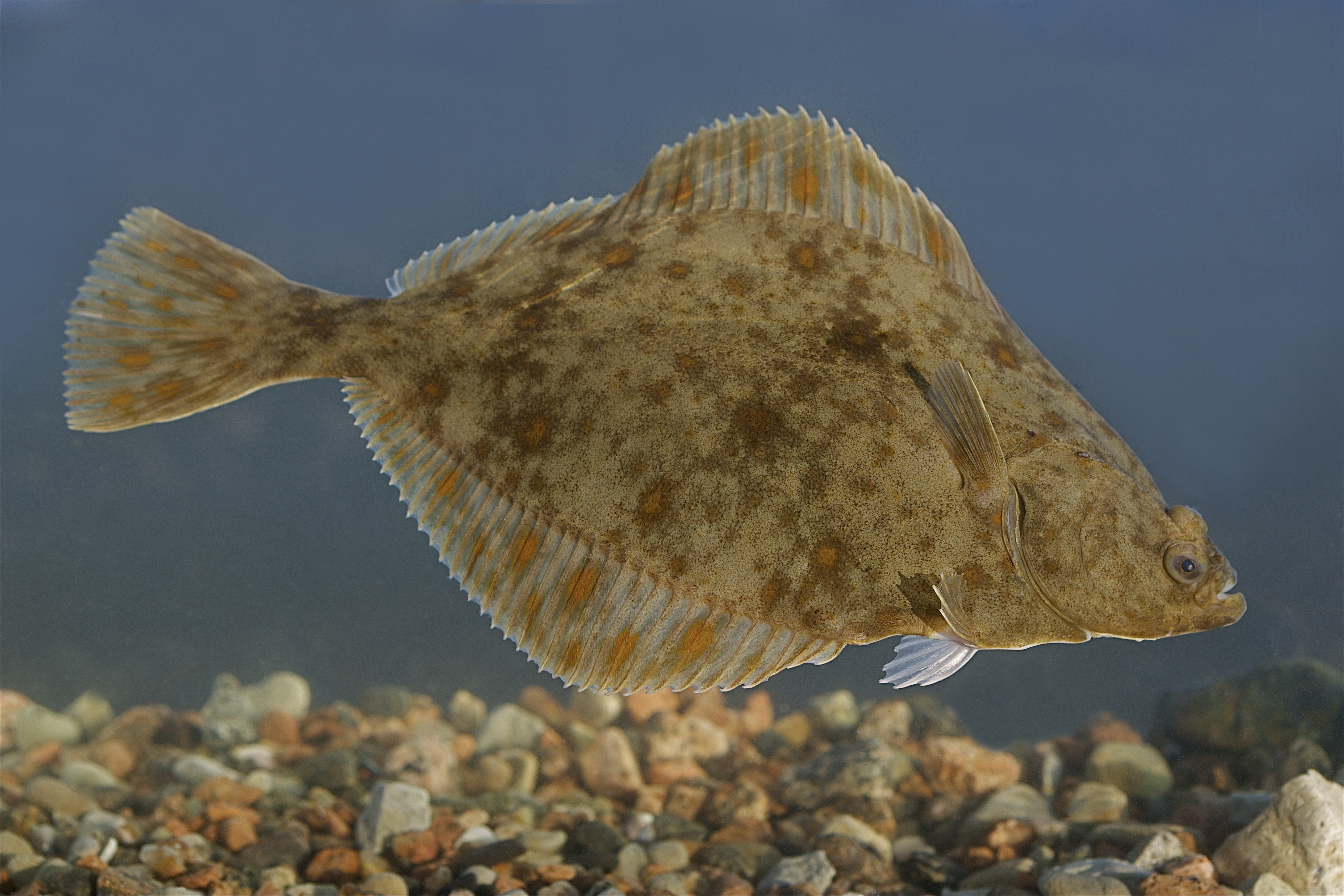
Flet d'Europe nageant

Le flet d'Europe a de nombreux synonymes dans le langage courant : flet, flet commun, flet européen, flie, flondre, flat, flételet, fausse plie, fléton, flondre, moineau de rivière, passereau de rivière, picaud, plisse...

## Répartition
Le flet peut aussi bien vivre en mer que dans les eaux saumâtres des estuaires ou en eau douce,. De manière générale, il passe l'été et l'automne en eau saumâtre, dans les estuaires, et rejoint la mer l'hiver, en quête d'eaux plus chaudes. Il lui arrive de remonter les cours d'eau jusque loin dans les terres. Il est ainsi déjà arrivé d'en observer dans l'Allier, dans le centre de la France.
En mer, on le trouve sur toute la côte Atlantique européenne, de la Norvège au Maroc. Il est aussi présent en Méditerranée et dans la mer Noire au sud, dans les mers Baltique et Blanche au nord. Il est très commun dans les estuaires des fleuves
Il semblerait que des populations aient élu domicile et se soient établies en Amérique du Nord, notamment les lacs Supérieur et Éiré, après que des individus aient été accidentellement transportés dans les eaux de ballast de certains navires.

## Habitat
Il vit sur les fonds sableux et vaseux des eaux côtières, des estuaires et parfois des cours d'eau. En hiver, il lui arrive de se gagner des eaux un peu plus profondes (jusqu'à une centaine de mètres), bien qu'il reste toujours assez près des côtes.

## Alimentation
Les alevins de moins de un an se nourrissent de plancton (diatomées, copépodes) et de larves d'insectes dans les eaux douces et saumâtres, notamment de chironomes. L'alimentation des jeunes se compose d'amphipodes, de mysidacés et de jeunes crustacés. Adulte, le flet se nourrit principalement de mollusques bivalves (moules, coques, …), de crustacés, de polychètes et de petits poissons (lançons, gobies, …).

## Reproduction
La maturité sexuelle du flet survient lors de la troisième année pour les mâles, la quatrième pour les femelles. Ils mesurent alors respectivement environ 25 et 35 cm. Bien que la reproduction puisse s'effectuer en eau saumâtre, notamment dans les estuaires des grands fleuves, elle a généralement lieu en mer.
La période varie selon les régions. En Méditerranée, elle commence dès la fin de l'automne et s'étale jusqu'au début du printemps. Sur la côte Atlantique française, elle a lieu entre janvier et mars (principalement entre mi-janvier et février) et de février à juin plus au nord, sur les côtes britanniques. Le nombre d'œufs pondus varie selon la taille de la femelle, généralement entre 400 000 pour les plus petites jusqu'à 2 000 000 pour les plus grandes.
Les œufs sont pélagiques et leur diamètre à la ponte est d'environ 1 mm. À une température de l'eau avoisinant les 10-12°C, l'éclosion a lieu 5 à 7 jours après la ponte. À leur naissance, les larves mesurent entre 2 et 3 mm et vivent en pleine eau. Elles ne commenceront à vivre sur le fond qu'après avoir atteint une taille de 7 à 10 mm. Leur métamorphose a lieu à une taille de 15 à 30 mm.
Selon les sources, l'espérance de vie du flet serait de 9 ans pour les femelles, 7 ans pour les mâles, peut-être jusqu'à 15 ans.